# Mellematlas
Mellematlas (Amazigh: ⴰⵟⵍⴰⵙ ⴰⵏⴰⵎⵎⴰⵙ, Atlas Anammas, arabisk : الأطلس المتوسط, al-Aṭlas al-Mutawassiṭ) er en bjergkæde i Marokko. Den er en del af Atlasbjergene, et stort bjergområde på mere end 100.000   km2, hvor 15 procent af dens område er over 2.000 meter over havet. Mellematlas er den nordligste og næsthøjeste af de tre vigtigste Atlasbjergkæder i Marokko. Til syd, adskilt af floderne de Moulouya og Um Er-Rbiâ, ligger Høje Atlas. Mellematlas danner den vestligste ende af et stort plateaubassin, der strækker sig østover ind i Algeriet, også afgrænset af Tell Atlas mod nord og Sahariske Atlas mod syd, begge ligger stort set i Algeriet. Nord for Mellematlas og adskilt af floden Sebou ligger Rif-bjergene, som er en forlængelse af Baetic-systemet, der inkluderer Sierra Nevada i det sydlige Spanien. Sebouens bassin er ikke kun den primære transportvej mellem Atlanterhavet Marokko og Middelhavs-Marokko, men er et område, vandet af Mellematlasområdet, der udgør landets største landbrugsregion.
Berberaben er hjemmehørende i Mellematlas, og større populationer forekommer kun i begrænset afstand i dele af Marokko og Algeriet. Der er vedvarende sne om vinteren, helt ned til 600 m over havets overflade.

## Geografi og økologi
Provinserne i Mellematlas dækker 23.000   km2 i området og udgør 18% af den samlede bjergområde i Marokko. Provinserne Khènifra, Ifrane, Boulmane, Sefrou, Khemisset, El Hajeb samt dele af provinserne Taza og Beni Mellal ligger i Mellematlasregionen. Béni Mellal ved floden Oum Er-Rbia betegnes "Døren til Mellematlas".
Mellematlas er 350   km i længden i den nordøstlige del af Marokko. Dets biologiske mangfoldighed, både i fauna og flora, gør Mellematlas til en betydelig turistdestination. Regionen er kendt for forekomst af den truede primat, Berberabe, Macaca sylvanus. Vildsvin og ilder (varianten Nordafrikansk stribet væsel ''Ictonyx libycus'') findes også i Mellematlasområdet. 
Dem geomorfologiske struktur er:
- Primært kalksten.
- Klippeplader i vest, i højder fra 800 til 1.000 meter.
- Foldet klippe mod nordøst i højder over 3.000 m med et højeste punkt, Jbel Bou Naceur på 3.340 m.
- Spækket med vulkanske plateauer.

Over bjergskråningerne er der spredte, store skove af cedertræer, krydset af dybe dale. Omkranset af den frugtbare slette Plaine du Saïs og byerne Fes, Meknes og Beni Mellal er de bjergrige Mellematlas højborg for en spredt befolkning af berberstammer, der taler sproget Tamazight
Mellematlas krydses af en af de vigtigste adgangsveje til det sydlige Marokko, der forbinder Fes med den store oase Tafilalet. Mellematlas ender i øst ved Tazekka Nationalpark,  med et landskab fyldt med smalle kløfter og huler. Syd for byen Sefrou skifter skovene af cedertræer, steneg og korkeg med flader, vulkanske bjergarter og små fiskerige søer. Mellematlas' juvel er Ifrane Nationalpark, der ligger mellem Khenifra og Ifrane.
Det højeste punkt i Mellematlas er Jbel Bou Naceur (3.340 m). 15 km mod nordvest ligger det næsthøjeste bjergmassiv Moussa ou Sabel (3.172 m) og Jbel Bou Iblane (3.081m), som ligger tæt på Immouzer Marmoucha.

## Klima
På grund af sin højde oplever Mellematlas sne i vintermånederne og et køligt klima om sommeren. Byen Ifrane har tilstrækkelig sne i vintermånederne til at have et skisportssted.

## Inddeling
Mellematlas omfatter de fire vigtigste afvandingsområder:
- Sebou-bassinet: med areal på ca. 40.000   km2, udledning til Atlanterhavet.
- Oum Errabiaas-bassinet: strækker sig på et areal af 35.000   km2, og har udledning til Atlanterhavet.
- Bou Regreg-bassinet: dækker en overflade på ca. 10.000   km2, udledning til Atlanterhavet.
- Moulouya-bassinet: der har kilde i Almssid-regionen og afvander både Mellematlas og Høje Atlas med et afvandingsområde på 74.000   km2, og løber til Middelhavet.

Mellematlas bidrager med store mængder vand til relativt regelmæssige forsyninger til disse floder. Der er udviklet reservoirer til oversvømmelseskontrol, til forbedring af turismen og til at skabe vandreserver, der understøtter udviklingen af levnedsmiddelvirksomheder der er vigtige for landbruget i regionen.